# سوسن قابسي
سوسن قابسي ابنة الاعلامي السوري محي الدين القابسي. هي كاتبة سيناريو سورية، تقيم في الإمارات العربية المتحدة منذ فترة طويلة.

## أعمالها
عرض لها على تلفزيون دبي مسلسل بنت النور وهو مسلسل درامي يضم جنسيات عربية مختلفة تقيم على أرض دبي، بمشاكلهم وأفراحهم وأحزانهم، العمل من إخراج سامر برقاوي، عرض على شاشة تلفزيون دبي في مارس 2008، 
مسلسل حب في الهايدبارك، 
حياة العرب من جنسيات مختلفة في لندن، العمل صور بين لندن وعمان والسعودية والكويت، 
```
قصة وسيناريو مسلسل «ما نتفق» الذي تسبح حكايته في الأجواء الرومانسية، وأحداثه مأخوذة عن فكرة وأشعار الشاعر الإماراتي محمد سعيد الضنحاني.
```